# هیومن پارک
پارک تفریحی هیومن پارک (به انگلیسی: Human Park) یا پارک بدن انسان، یکی از بزرگ‌ترین و پیشرفته‌ترین تم پارک‌های موضوعی در خاورمیانه، در سال ۱۳۹۱ در محوطه موزه حیات وحش دارآباد افتتاح شد. این پارک که یکی از جاهای دیدنی تهران بویژه برای کودکان به شمار می‌رود، تجربه‌ای به‌یادماندنی و آموزنده را برای کودکان و خانواده‌ها فراهم کرده است. اگر به دنبال تفریحات جذاب برای فرزند دلبندتان هستید، هیومن پارک می‌تواند یکی از بهترین مقاصد برای شما باشد.

«امروز خوشحالی انتخاب من است»؛ این جمله شعار این تم پارک است.

## هیومن پارک کجاست؟

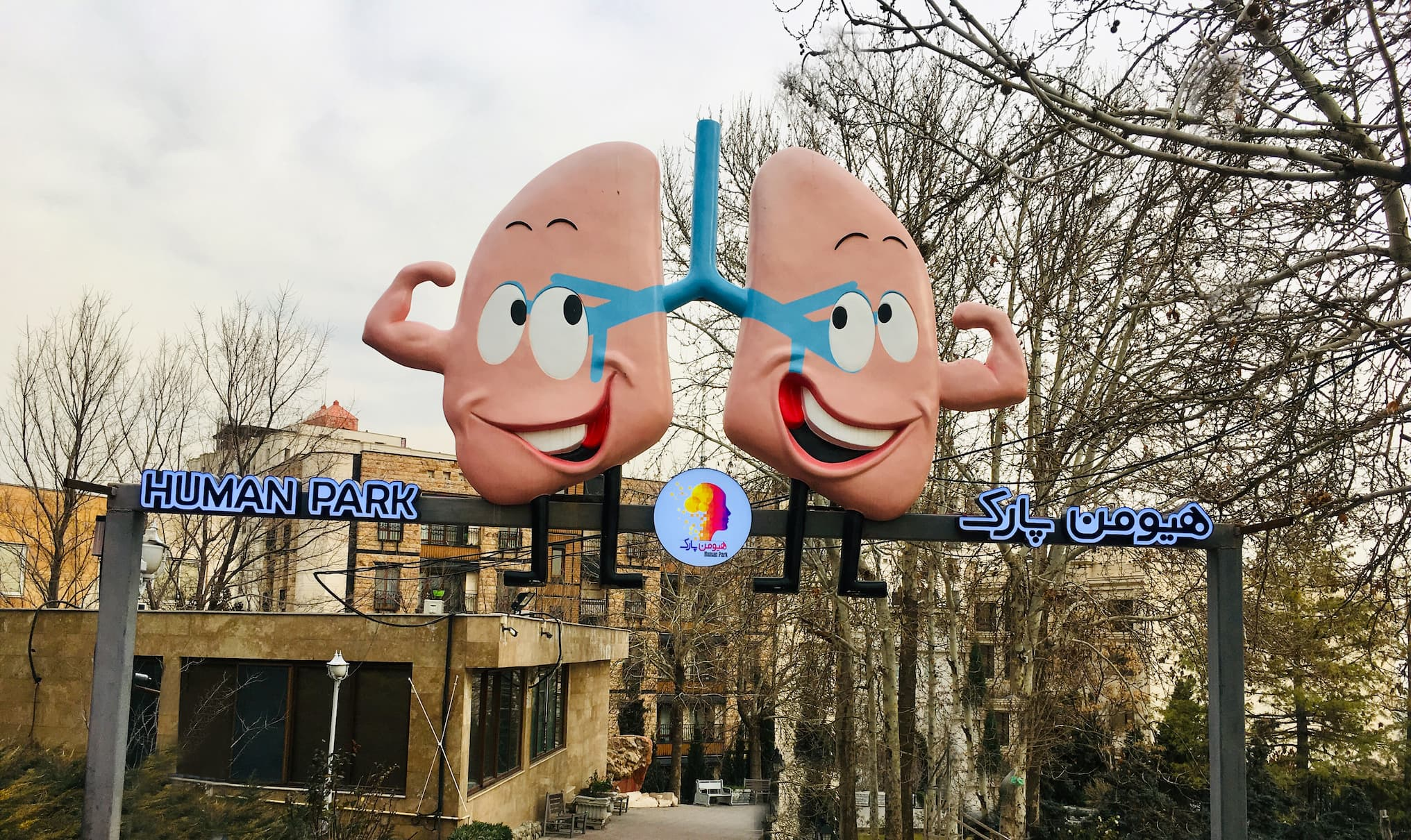
هیومن پارک تهران

این پارک در شمال پایتخت ایران، منطقه دارآباد، و در محوطه موزه حیات وحش دارآباد قرار دارد و به‌عنوان یکی از محبوب‌ترین جاهای دیدنی تهران به خصوص در تعطیلات عید نوروز می‌باشد.
آدرس هیومن پارک: تهران، میدان نیاوران، خیابان دارآباد، بعد از آجودانیه، انتهای خیابان موزه، ورودی موزه حیات وحش داراباد

## جاذبه های اطراف هیومن پارک

### دکتر لند، بیمارستان تفریحی برای کودکان

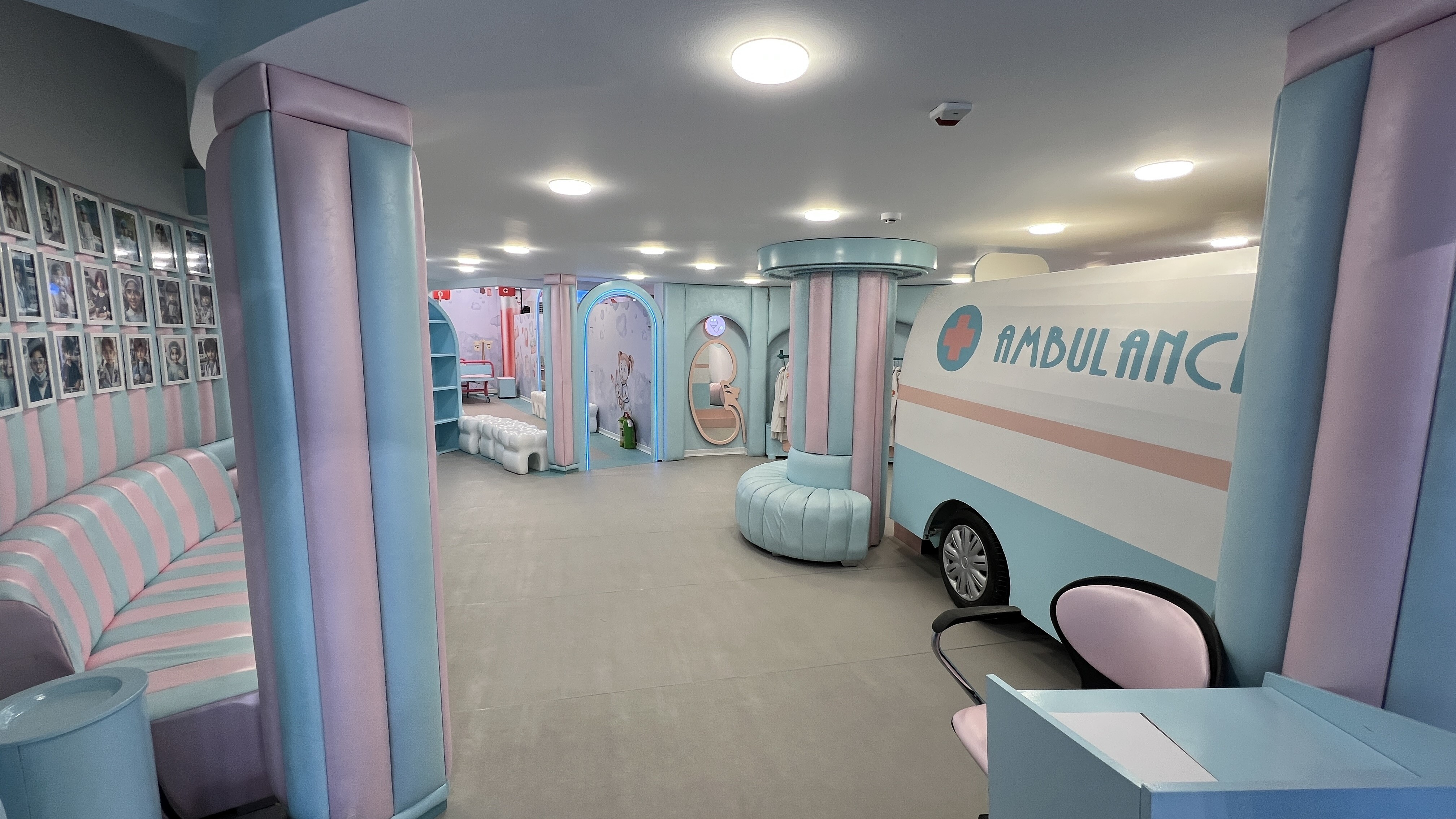
دکتر لند، بیمارستان تفریحی برای کودکان

دکتر لند یکی از هیجان‌انگیزترین تم پارک‌های اطراف هیومن پارک تهران می‌باشد که فرزند دلبندتان تجربه‌ای متفاوت از محیط‌های پزشکی و بیمارستانی پیدا می‌کند. در اینجا، بچه‌ها می‌توانند به‌عنوان پزشک، پرستار یا بیمار نقش‌آفرینی کنند و از طریق بازی‌ در بخش پلی هاوس لحظاتی شاد و سرگرم کننده داشته باشند. این بخش، به‌ویژه برای کودکان زیر ۱۲ سال، طراحی شده است تا فضایی پر از لذت و یادگیری‌هایی از دنیای پزشکی و درمان فراهم کند.

### رویا پارک، تجربه‌ای از خطای دید تا اتاق پرس پکتیو

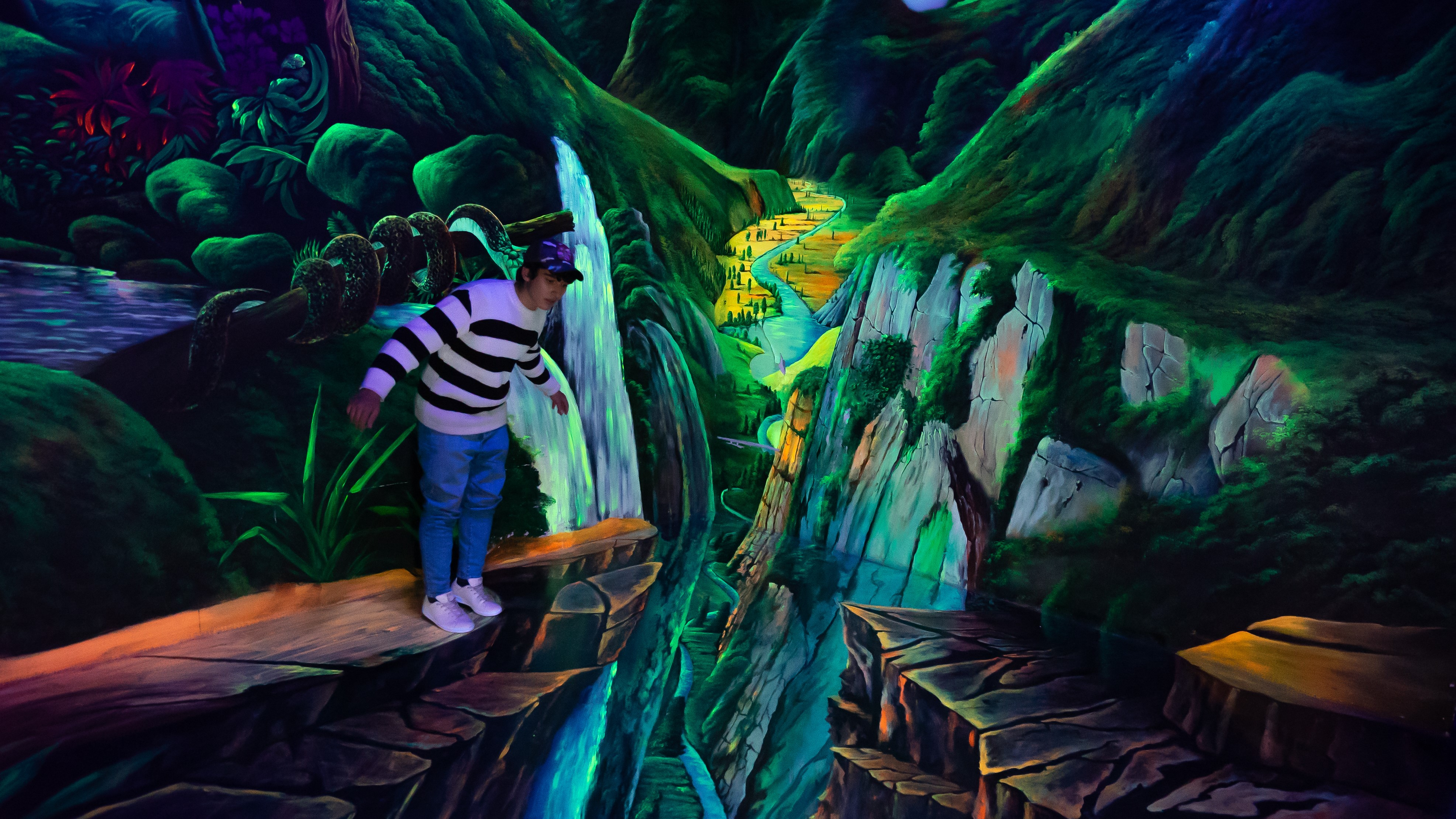
رویا پارک، تجربه‌ای از خطای دید تا اتاق پرس پکتیو

رویا پارک تهران، یکی از بهترین تم پارک‌های خاص در تهران و جاذبه‌های تفریحی مناسب برای تمامی سنین است. رویا پارک جز اولین موزه خطای دید در خاورمیانه محسوب می‌شود و با داشتن بخش‌های متنوع و جذاب مانند تصاویر سه‌بعدی(3D)، اتاق آینه، اتاق سلفی، راهروهای بلک‌لایت، اتاق وارونه و اتاق پرس‌پکتیو، خاطراتی شگفت‌انگیز و فراموش‌نشدنی را برای شما رقم می‌زند.

### موزه شهاب‌سنگ و رصدخانه خورشیدی، سفری به دنیای نجوم و کهکشان‌ها

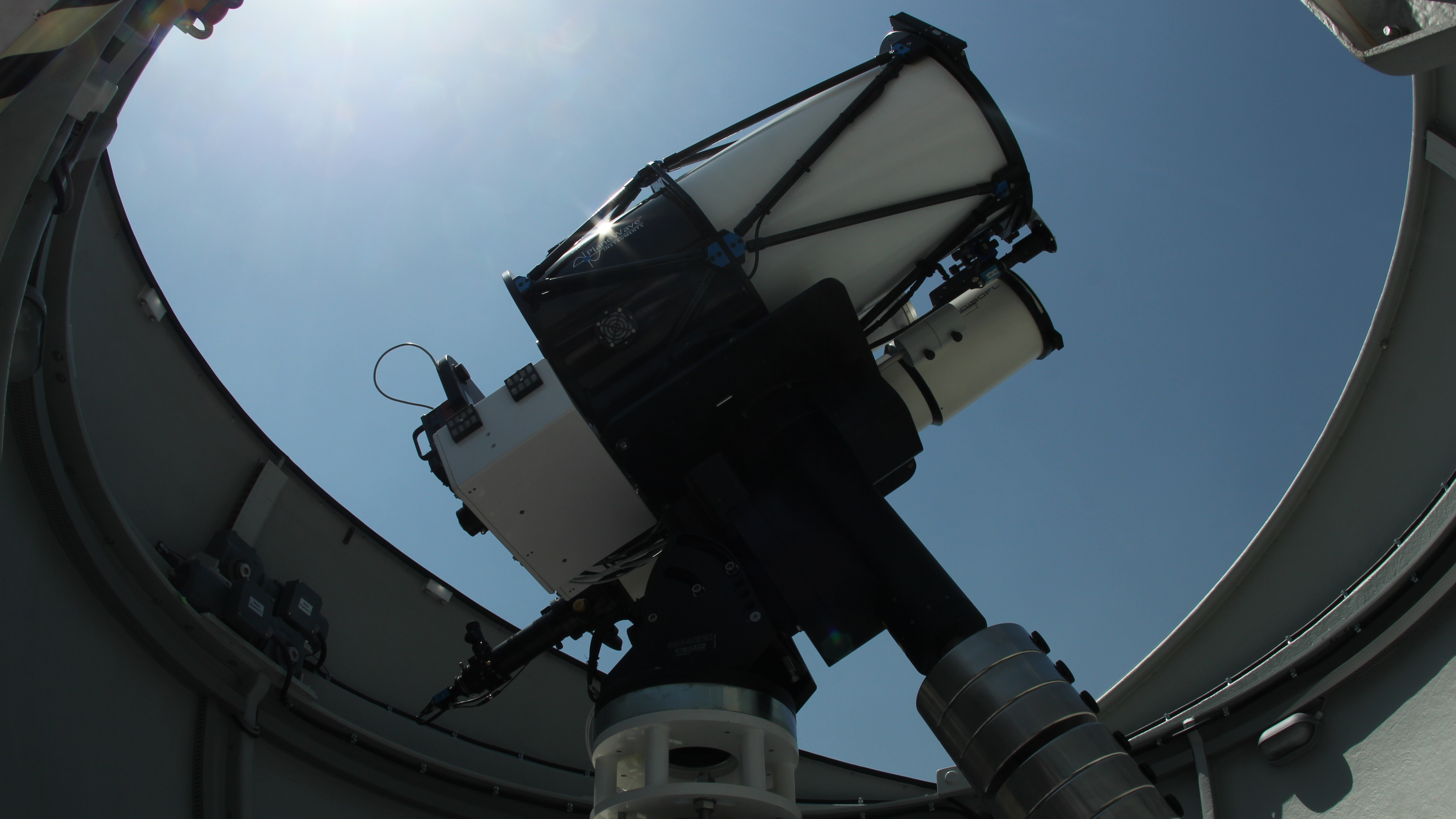
تلسکوپ رصدخانه خورشیدی

اگر دنبال یکی از علمی‌ترین جاذبه‌های تفریحی در اطراف هیومن پارک(تم پارک بدن انسان) هستید، موزه شهاب‌سنگ دارآباد را از دست ندهید! اینجا می‌توانید پیشرفته ترین تلسکوپ خورشیدی آسمان تهران را ببینید.
موزه شهاب‌سنگ ترکیبی از شگفتی و یادگیری است. اگر دنبال یک ماجراجویی فضایی هستید که به همراه خانواده در کنار تفریحات خانوادگی تجربه کنید، این بخش پارک بدن انسان را از دست ندهید.

## امکانات هیومن پارک

### خدمات رفاهی
وجود کافی‌شاپ، رستوران، گیفت شاپ و فروشگاه هدیه (با پرداخت هزینه جداگانه) برای بازدیدکنندگان.

### بخش عکاسی
در هیومن پارک، عکاسان حرفه‌ای حضور دارند تا لحظات هیجان‌انگیز و خاص سفر شما را به یادگار ثبت کنند. حالا که در این تجربه شگفت‌انگیز همراه با خانواده و دوستان خود هستید، چرا این لحظات ناب را بدون چند عکس یادگاری از دست بدهید؟ اگر تمایل داشته باشید، می‌توانید با پرداخت هزینه‌ای جداگانه، این خاطرات به‌یادماندنی را در قالب عکس‌هایی زیبا به یادگار نگه دارید.

### پارکینگ
برای راحتی بازدیدکنندگان، پارکینگ در مجموعه فراهم شده و نگرانی شما را بابت پیدا کردن جای پارک را برطرف کرده است.